# Поток Роэ
Поток Роэ (лат. Rohe Fluctus) — область, покрытая застывшими потоками на поверхности самого большого спутника Сатурна — Титана.

## География и геология
Координаты — 47°18′ с. ш. 37°45′ з. д. / 47,3° с. ш. 37,75° з. д.. Максимальный размер — 103 км. На западе от него находится поток Винии, а на востоке — равнина Поритрин. Поток Роэ был обнаружен на снимках с космического аппарата «Кассини».

## Эпоним
Назван в честь Роэ — богини маори. Название было утверждено Международным астрономическим союзом в 2007 году.